# Rechteckgenerator
Ein Rechteckgenerator ist eine elektronische Schaltung zur Erzeugung einer rechteckigen Schwingung (siehe Rechteckschwingung). Die Bezeichnung wird sowohl für Geräte als auch für Schaltungsteile beziehungsweise Elektronik-Baugruppen verwendet. Rechteckgeneratoren gehören zur Gruppe der Signalgeneratoren.

## Merkmale
Rechteckgeneratoren sind durch folgende Merkmale gekennzeichnet:
- Frequenz bzw. Periodendauer und deren Konstanz (siehe auch Jitter)
- Tastgrad (englisch duty cycle), oft einstellbar oder veränderlich
- Flankensteilheit; für Messzwecke und in Digitalschaltungen sind oft Anstiegs- und Abfallzeiten im Sub-Nanosekundenbereich erforderlich
- Oberer und unterer Pegel (bei Laborgeräten oft unabhängig voneinander einstellbar, bei Digitalschaltungen idealerweise der Masse- und der Betriebsspannungs-Pegel)
- Bei Laborgeräten der Ausgangswiderstand bzw. die Quellimpedanz (oft 50 Ohm, um das Rechtecksignal verzerrungsarm über Koaxialleitungen übertragen zu können)

## Anwendung
Laborgeräte
- Speisung analoger und digitaler Schaltungen zu Testzwecken
- Erzeugung von Impulsfolgen mit definierter Frequenz, Pegeln und Tastgrad
- Justage von Frequenzgang-kompensierten Spannungsteilern in Tastköpfen

Elektronische Schaltungen (Beispiele)
- Bestandteil von Sensoren, Schaltreglern und Schaltnetzteilen zur Darstellung, Regelung oder Veränderung einer analogen Größe (z. B. Temperatur, Ausgangsspannung, Beleuchtungsstärke) anhand der Frequenz oder des Tastgrads
- meist Quarz-gesteuerter Taktgenerator für Quarzuhren, Prozessoren und Mikrocontroller (siehe Quarzoszillator)
- Signalgeneratoren für optische oder akustische Anzeigen
- Impulsgeneratoren unter anderem in Radargeräten und Laser-Entfernungsmessgeräten

## Beispiel

Rechteckgenerator mit NE555

Die nebenstehende Schaltung ist ein Rechteckgenerator (Kippschwinger, astabiler Multivibrator) für Frequenzen im Bereich von etwa 0,1 Hz bis 500 kHz. Die erzeugte Frequenz ist etwa 1 % stabil und kann durch Wahl von C und R beziehungsweise mit dem Potentiometer stark variiert werden. Die Schaltung arbeitet mit dem Timer-Baustein NE555. Die Funktion lässt sich folgendermaßen beschreiben: Solange die Spannung am Kondensator C kleiner ist als 2⁄3 (66 %) der Betriebsspannung, wird er über den elektrischen Widerstand R (= Reihenschaltung von Potentiometer und 1-kOhm-Widerstand) aufgeladen. Die Ausgangsspannung an Pin 3 ist während dieser Zeit etwa die Betriebsspannung. Wird der 66-%-Wert überschritten, kippt intern ein Flipflop, die Ausgangsspannung sinkt auf 0 Volt und der Kondensator C wird über R entladen. Sobald 1⁄3 (33 %) der Betriebsspannung unterschritten werden, kippt das Flipflop in den ursprünglichen Zustand und der Ablauf beginnt von vorn. Die Spannung am Kondensator C hat annähernd die Form eines Dreiecks.
Mit einem Potentiometer von 20 kOhm lässt sich die erzeugte Frequenz etwa im Verhältnis 1:20 ändern. Sie ist umgekehrt proportional zur Kapazität C und zum Widerstand R.
Der NE555 stellt die Schaltschwellen von 1⁄3 und 2⁄3 intern mit einem Spannungsteiler aus drei Widerständen bereit. Einer der Verbindungspunkte ist herausgeführt (Pin 5). Durch eine Änderung der Spannung an Pin 5 (unbeschaltet: 2⁄3 der Betriebsspannung) kann man die Frequenz elektronisch ändern (spannungsgesteuerter Oszillator). Durch eine Wechselspannung an diesem Anschluss kann man eine Frequenzmodulation erzielen („Kojak-Sirene“).